# Lawrence Carroll
Lawrence Carroll (Melbourne, 26 ottobre 1954 – Colonia, 21 maggio 2019) è stato un pittore statunitense di origine australiana.

## Biografia
Nasce a Melbourne da George e Mary Carroll (Gaynor). Nel 1958 si trasferisce negli Stati Uniti con la famiglia, prima a Santa Monica in California, poi, nel 1960, a Newbury Park, una località 45 chilometri a nord di Los Angeles, dove frequenta la scuola superiore. Più avanti si dà da fare come cuoco per pagare gli studi al Moorpark Junior College, ottiene in seguito una borsa di studio all'Art Center College of Design di Pasadena, dove studia arte.
Carroll partecipa a numerose mostre in Europa e negli Stati Uniti ed è presente in collezioni permanenti di numerosi musei e gallerie pubbliche, tra cui il Guggenheim Museum di New York, il Los Angeles County Museum of Art di Los Angeles, il Museum of Contemporary Art di Los Angeles (MOCA). Il Museum of Contemporary art di San Diego, la JUMEX Collection di Città del Messico, il MART di Rovereto in Italia, la Collezione Panza di Varese, la Collezione Panza di Sassuolo, Modena, la Art Gallery of New south Wales a Sydney, Australia, lo Stadtisches Museum Abteiberg a Mönchengladbach in Germania e molte altre collezioni pubbliche e private in tutto il mondo.

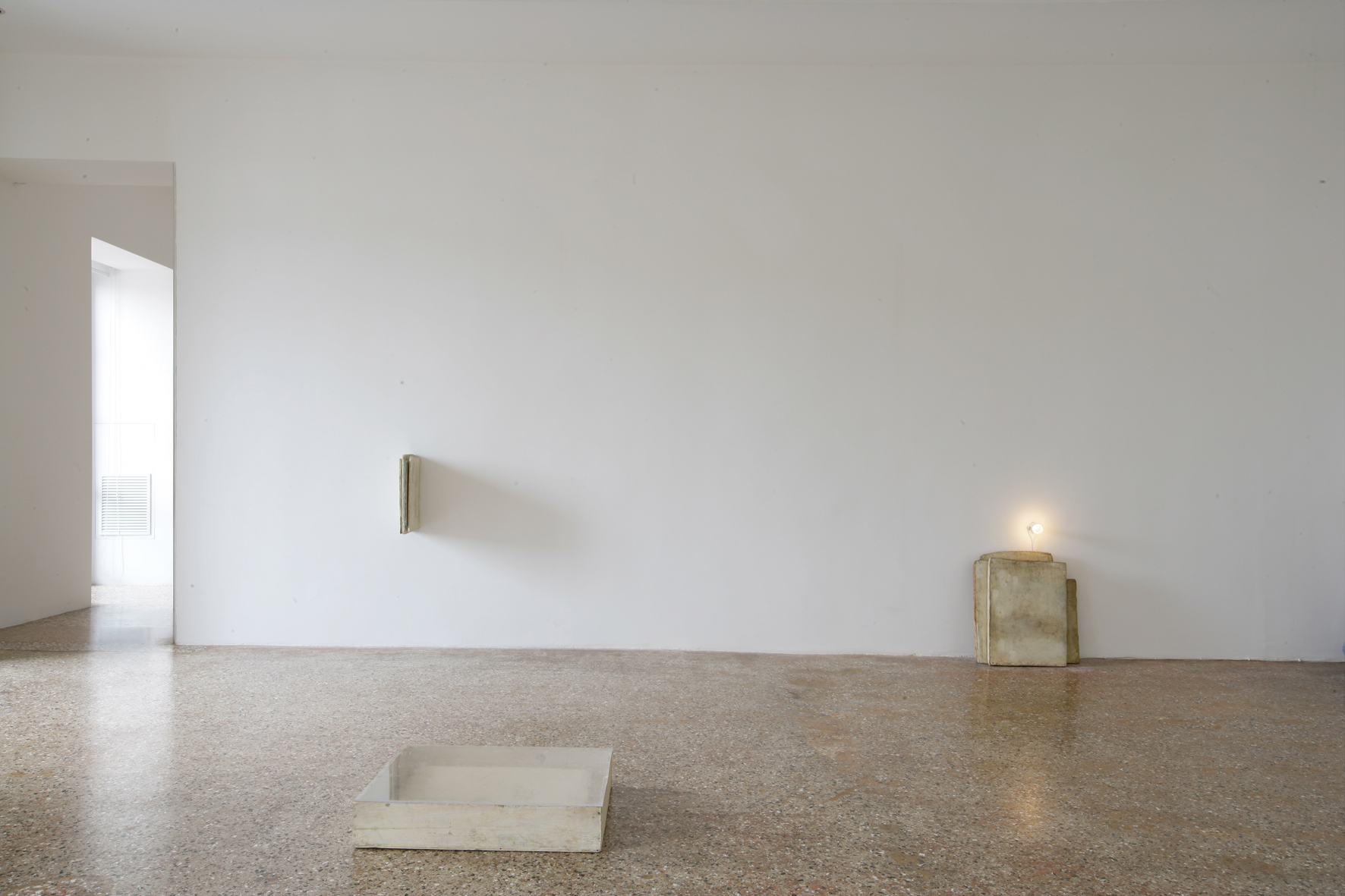
Lawrence Carroll, Installation, Museo Correr, Venezia, 2008

Nel 1984 Carroll si trasferisce a New York City da Los Angeles. Nel 1985 produce sei opere conservate nel Museo Cantonale d’Arte di Lugano. Nel 1988 ha la sua prima personale a New York. Nel 1989 Harald Szeeman lo invita a partecipare insieme ad altri otto giovani artisti americani ad “Einleuchten”, una mostra alla Deichtorhalle di Amburgo in Germania accanto ad artisti internazionali come Joseph Bueys, Bruce Nauman, Robert Ryman e altri. Nel 1992 Jan Hoet, lo invita a partecipare a Documenta IX a Kassel in Germania.
All'inizio della sua carriera viene spesso invitato a New York dal team di curatori di Collins e Milazzo. Nel 1994 partecipa con Udo Kittlemann alla mostra "The state of things" al Kölnischer Kunstverein di Colonia. Più tardi nel 1995 espone al Guggenheim Museum di New York in "Material Imagination". Nel 2000 partecipa alla mostra "Panza, legacy of a collector" al MOCA di Los Angeles. Nel 2005 a 50 years of documenta a Kassel. Tra il 2007 ed il 2008 ha una personale al Hotel des Arts in Tolone ed una al Museo Correr di Venezia.
Nel 2014 viene presentato al festival Arte Cinema il documentario dal titolo Freezing Painting: Lawrence Carroll per la regia di Luigi Scaglione.

## Lawrence Carroll nei musei
Ecco un elenco dei musei che ospitano le sue opere:

### Musei in Italia
- Museo d'arte contemporanea Donnaregina di Napoli
- Museo d'arte moderna e contemporanea di Trento e Rovereto
- Museo di Palazzo ducale sez. arte moderna e contemporanea di Gubbio (PG)
- Villa Menafoglio Litta Panza di Biumo Superiore, Varese
- Palazzo Ducale, Sassuolo
- Museo San Fedele, Milano;

### Musei all'estero
- MOCA, Los Angeles
- LACMA, Los Angeles
- Museo Guggenheim New York
- Gallery of New South Wales, Sydney
- Museo de bella artes, Caracas
- Museum of contemporary art, San Diego
- Musei Vaticani, Collezione di Arte Contemporanea, Città del Vaticano
- Galerie der Stadt, Stoccarda;
- National Museum of Modern Art, Tokyo
- Sara Hilden Art Museum, Tampere;
- EMMA, Espo Museum of Modern Art, Espo, Finlandia;
- Luckman Gallery, Cal State Los Angeles;
- Thomas Amman Fine Arts, Zurigo;
- Hotel des arts, Tolone;
- Chase Manhattan Bank, New York
- JUMEX Collection, Città del Messico;
- Stadtische Museum, Mannheim;
- Museo Cantonale d'Arte, Lugano.
- Ghisla Art Collection, Locarno

## Galleria d'immagini

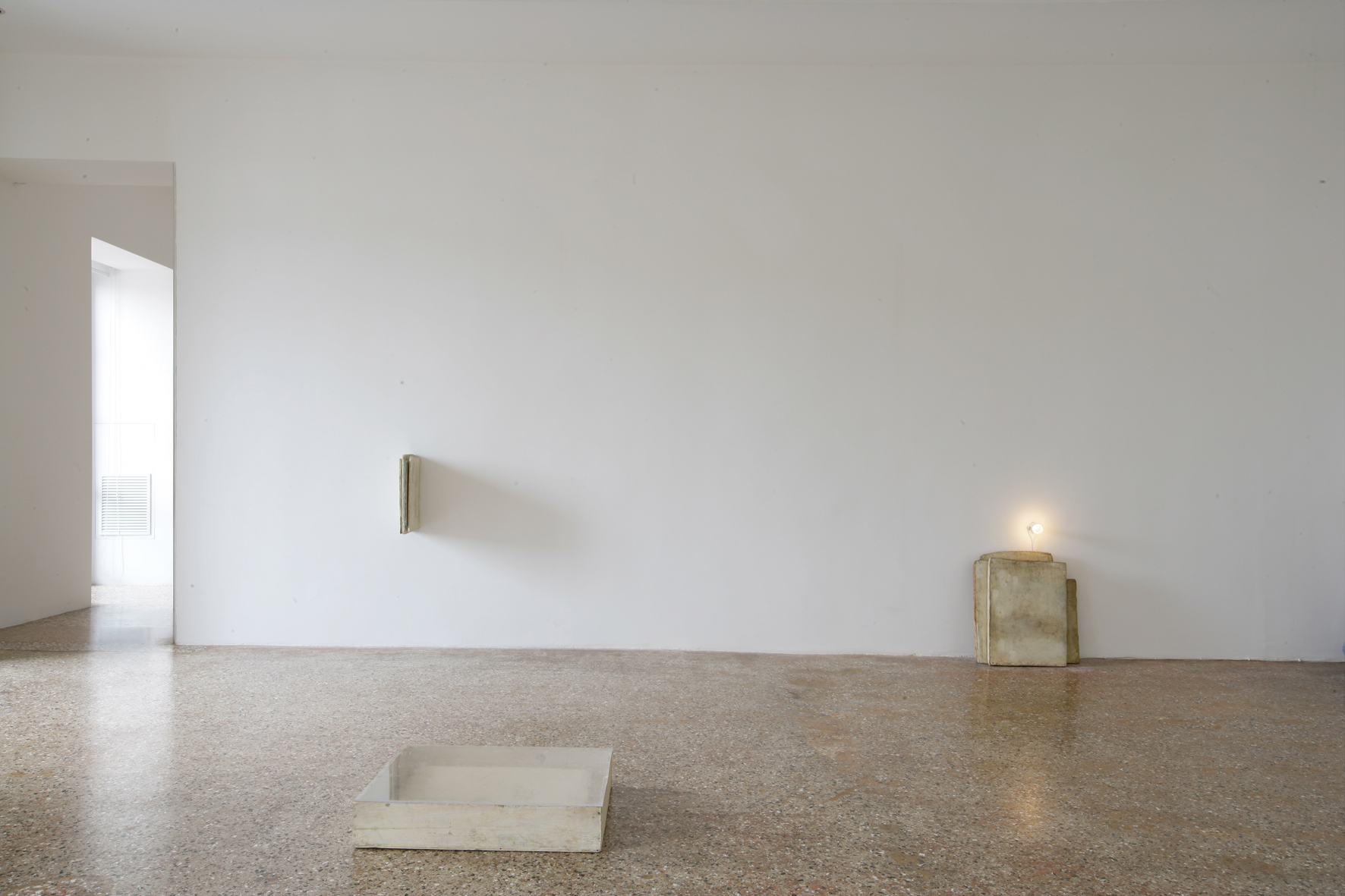
Lawrence Carroll, Installation, Museo Correr, Venezia, 2008
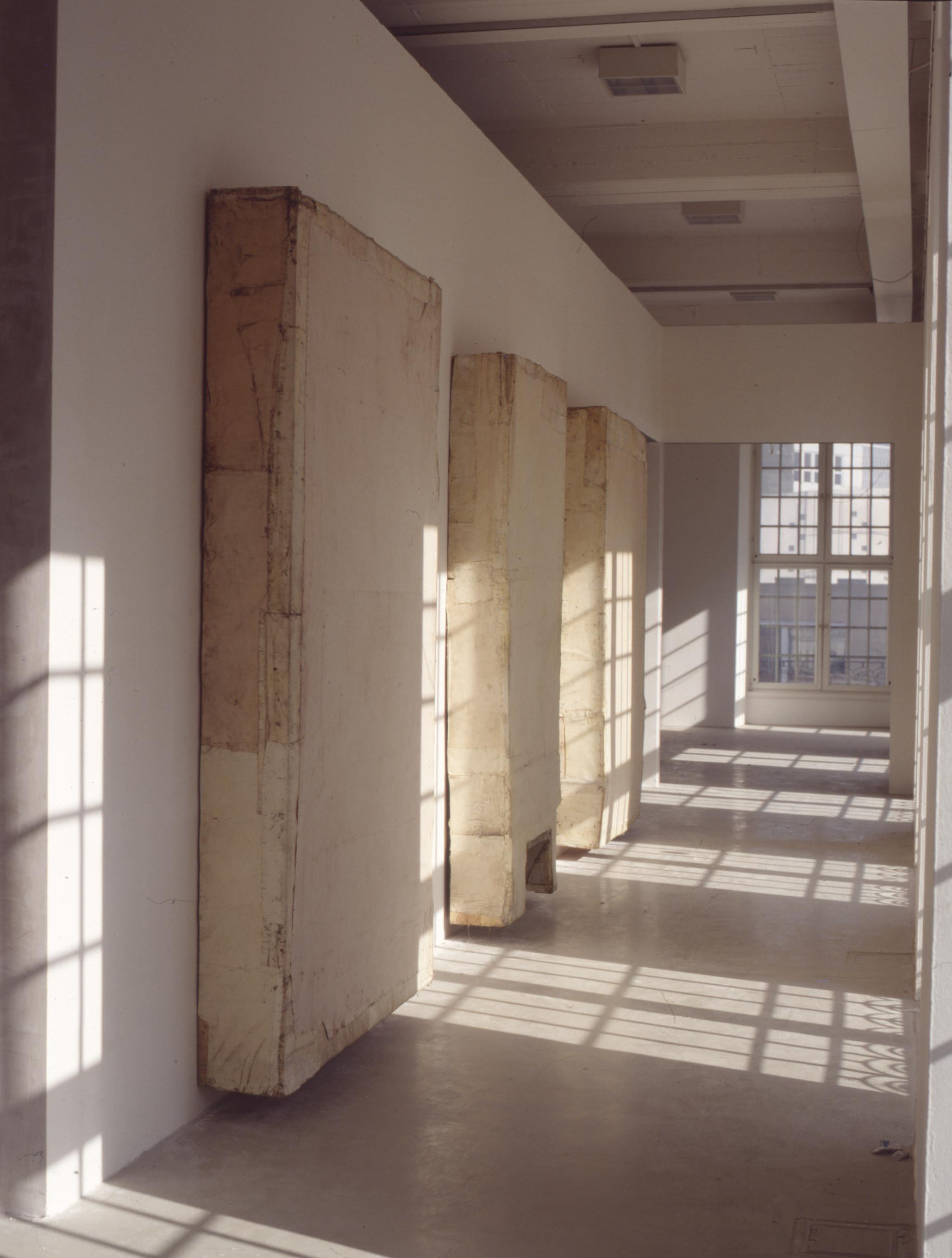
Lawrence Carroll, Installation, documenta IX, Kassel, Germania, 1992
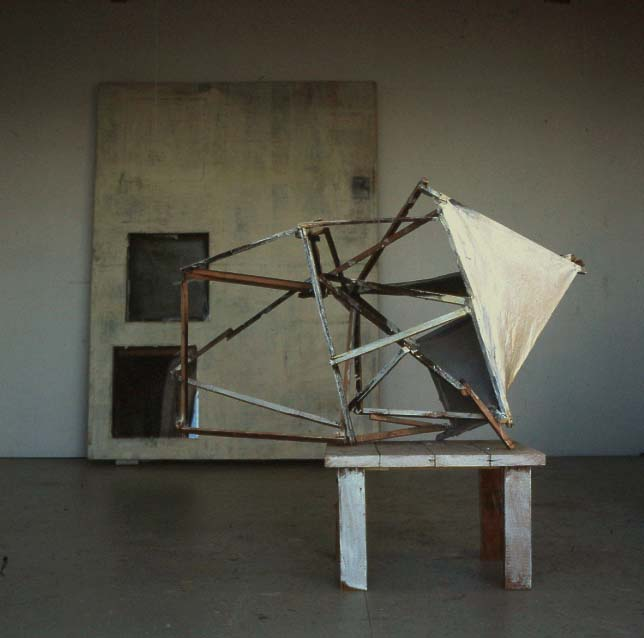
Lawrence Carroll, Table painting Malibu California, 2002
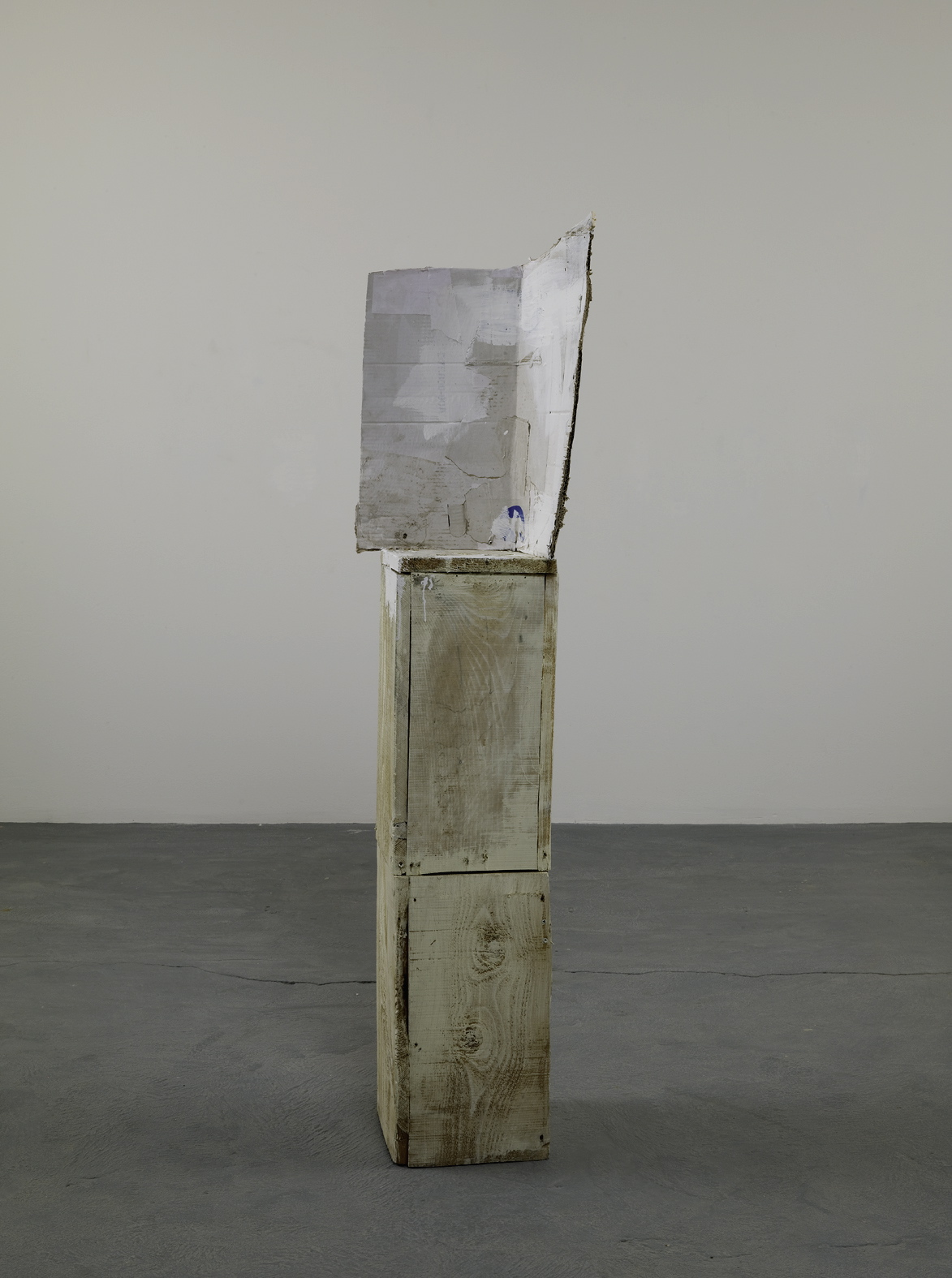
Lawrence Carroll, Table painting, Venezia, 2008 - 2009
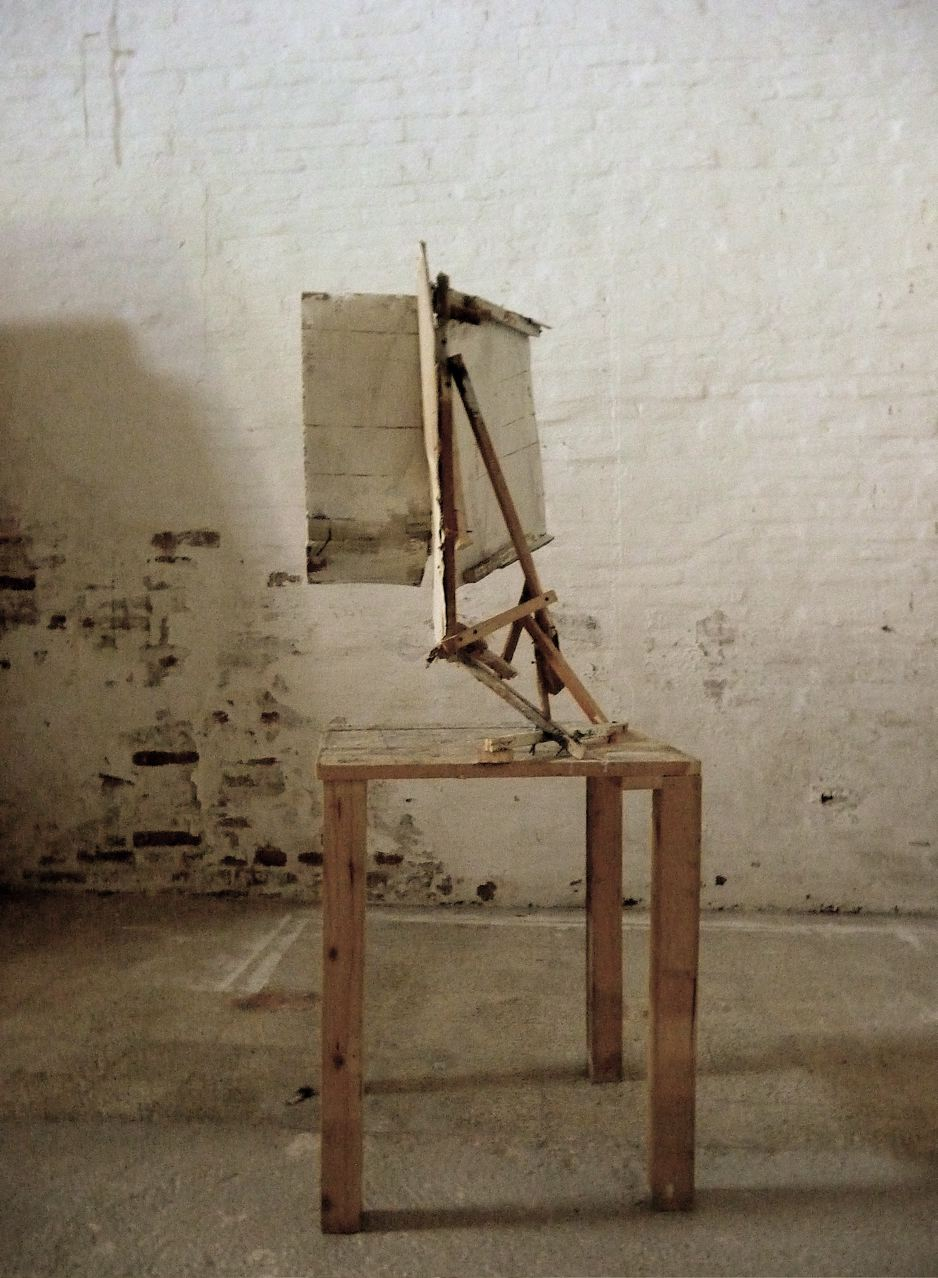
Lawrence Carroll, Table painting, Venezia